# Ystad–Świnoujście

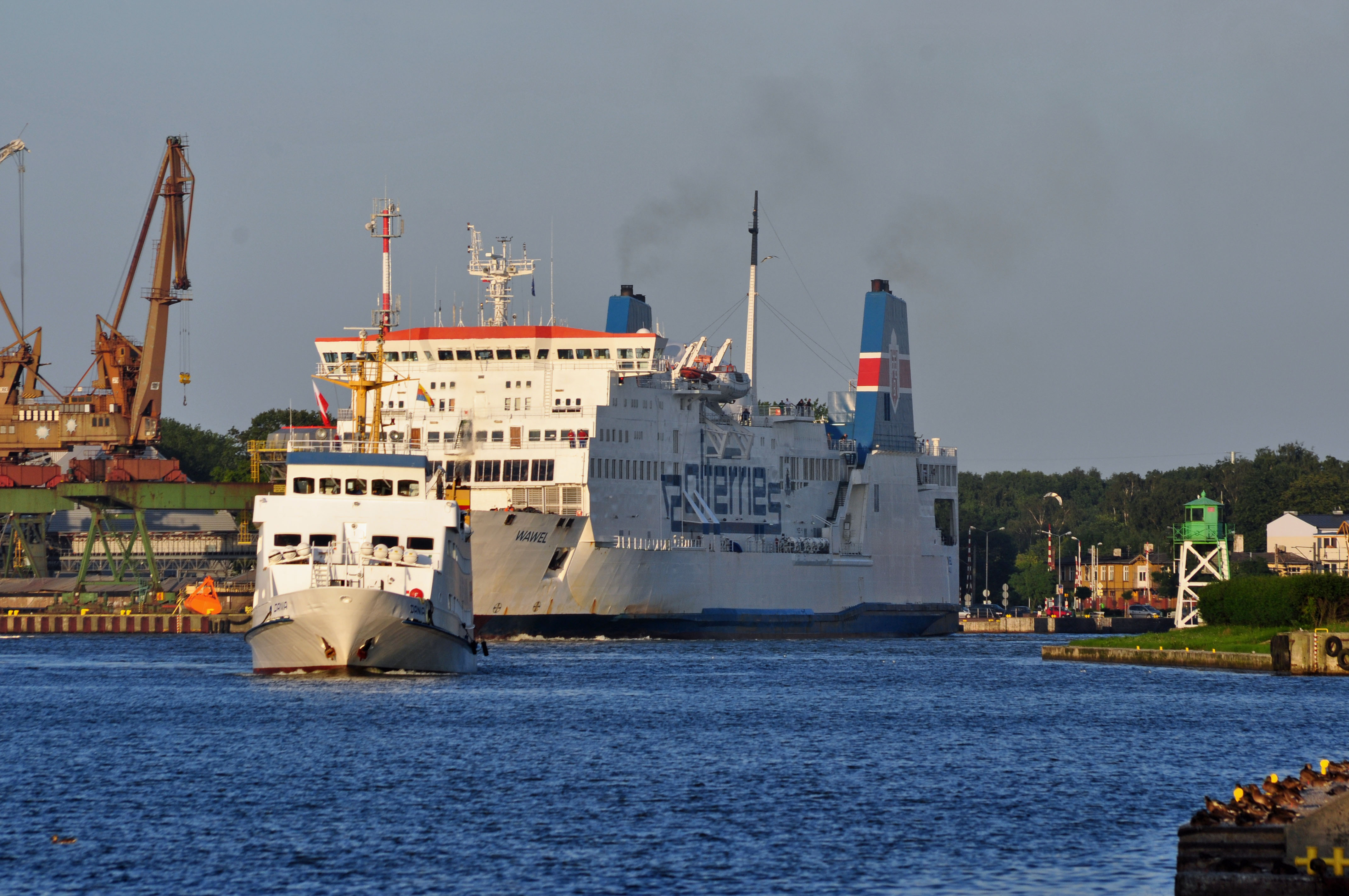
Świnoujścies hamn.

Ystad–Świnoujście är en färjelinje mellan Ystad och Świnoujście i Polen. Linjen trafikeras med bil-, lastbils- och tågfärjor. Polferries gör en tur per dygn och Unity Line fyra turer per dygn. Överfartstiden sex-åtta timmar (mer på natturer). Europaväg E65 följer färjelinjen.

## Historik
En färjelinje mellan Ystad och Świnoujście startades 1964 av det danska rederi A/S Bornholmsfærgen Af 1962 med M/S Jens Kofoed. Trafiken varade bara över sommaren och sedan gick bolaget i konkurs. Polsteam Lines började 1965 sommartrafik genom att chartra M/S Visborg f.d. M/S Gotland (1936) som ersattes med M/S Gryf sommaren 1967 samtidigt som åretrunt-trafiken började. Fartyg och trafik överfördes 1970  av den polska regeringen till det polska bolaget Polskie Linie Oceaniczne.
Ett avtal träffades 1972 mellan Statens Järnvägar och det statliga polska järnvägsbolaget PKP om järnvägstrafik och Polskie Linie Oceaniczne byggde två ro-ro-fartyg för att transportera järnvägsvagnar. M/S Mikołaj Kopernik var det första och sattes i trafik den 18 augusti 1974. Passagerartrafiken i Polskie Linie Oceaniczne och fyra färjor som bland annat trafikerede Ystad-Świnoujście överfördes 1977 till Polferries. Ro-ro trafiken blev kvar i Polskie Linie Oceaniczne och flyttades 1995 till Unity Line som bildades 1974 för att driva färjeverksamhet.

## Hamnar
Hamnen i Ystad ligger nära centrum. Biltrafik till färjorna leds dock på en ringled runt centrum. Man kan åka tåg eller buss till Ystad, se Skånetrafiken. Det är cirka 1 km i sydostlig riktning från järnvägsstationen på Ystadbanan till färjorna.
I Świnoujście ligger hamnen på östra sidan floden Świna. För att komma till centrala Świnoujście som ligger på västra sidan floden behöver man åka en lokal kort färja. Men det behövs inte om man ska färdas söderut/österut i Polen. Väg E65 är vanlig landsväg mestadels i Polen.

## Framtid
Green Cargo och PKP var 2001 överens om att försöka flytta järnvägstrafiken till Trelleborg men det finns ingen tidplan.

## Källhänvisningar
1. ↑  ”M/S JENS KOFOED.”. Fakta om Fartyg. http://www.faktaomfartyg.se/jens_kofoed_1963.htm. Läst 16 oktober 2012.
2. 1 2 3  ”Hamnen i backspegeln”. Ystad Allehanda. 1 oktober 2009. https://www.ystadsallehanda.se/ystad/hamnen-i-backspegeln/. Läst 17 oktober 2012.
3. ↑  ”M/S GOTLAND.”. Fakta om Fartyg. http://www.faktaomfartyg.se/gotland_1936.htm. Läst 17 oktober 2012.
4. ↑  ”M/S HANSA EXPRESS.”. Fakta om Fartyg. Arkiverad från originalet den 31 juli 2012. https://archive.today/20120731152549/http://www.faktaomfartyg.nu/hansa_express_1962.htm. Läst 17 oktober 2012.
5. ↑  ”The seventies”. Polsteam. Arkiverad från originalet den 5 mars 2016. https://web.archive.org/web/20160305142832/http://www.polsteam.com/seventies. Läst 17 oktober 2012.
6. ↑  ”Hamnstrategi – strategiska hamnnoder i det svenska godstransportsystemet” (pdf). SOU 2007:58. Regeringen. 2007. https://www.regeringen.se/49bbb1/contentassets/583824ed423a421693fd4d88e43af9bb/hamnstrategi---strategiska-hamnnoder-i-det-svenska-godstransportsystemet-sou-200758. Läst 13 oktober 2012.
7. ↑  ”History - The 1970s”. Polish Ocean Lines. http://www.pol.com.pl/?sub=2. Läst 18 oktober 2012.
8. ↑  ”The nineties”. Polsteam. Arkiverad från originalet den 27 april 2013. https://archive.is/20130427181134/http://www.polsteam.com/nineties. Läst 17 oktober 2012.
9. ↑  ”Järnvägsbolag överens om att lämna Ystad”. Ystad Allehanda. 26 september 2001. https://www.ystadsallehanda.se/ystad/jarnvagsbolag-overens-om-att-lamna-ystad/. Läst 19 oktober 2012.